# Mesochorus albicinctus
Mesochorus albicinctus är en stekelart som beskrevs av Dasch 1974. Mesochorus albicinctus ingår i släktet Mesochorus och familjen brokparasitsteklar. Inga underarter finns listade i Catalogue of Life.